# Pipeline and Hazardous Materials Safety Administration
Die Pipeline and Hazardous Materials Safety Administration (PHMSA) ist eine Abteilung des Verkehrsministeriums der Vereinigten Staaten (Department of Transportation, DOT) und damit beauftragt die Vorschriften für den sicheren, zuverlässigen und umweltfreundlichen Betrieb der rund 3,2 Mio. Kilometer Pipeline in den Vereinigten Staaten sowie von täglich ca. 1 Mio. Transporten von Gefahrenstoffen zu Land, See oder Luft zu entwickeln und durchzusetzen.

## Organisation
Die PHMSA setzt sich aus zwei Abteilungen zusammen, dem Office of Pipeline Safety (OPS), verantwortlich für die Pipelines, und dem Office of Hazardous Materials Safety (OHMS), in dem Transporte von Gefahrenstoffen verwaltet werden. Im Rahmen dieser Aufgaben betreibt das PHMSA ein Fusion Center für Gefahrenstoffe, das Hazardous Materials Fusion Center, HAZMATFC.

## Geschichte
Nach dem Rücktritt der seit 2009 amtierenden Leiterin Cynthia L. Quarterman im September 2014 und andauernder Kritik an der Leistung der Behörde durch Industrie und Umweltaktivisten wurde 2015 die Leitung der Behörde auf Marie Therese Dominguez übertragen. Ihre Nominierung überraschte sowohl politische Beobachter als auch andere Stakeholder, da sie über keinerlei Industrieerfahrung mit Gefahrengütern oder Pipelines verfügt.